# پلیکان پرویی
پلیکان پرویی (نام علمی: Pelecanus thagus) نام یک گونه از سرده مرغ سقا است. این گونه بیشتر در آمریکای جنوبی (پرو، شیلی و ...) زندگی می‌کند.

## نگارخانه

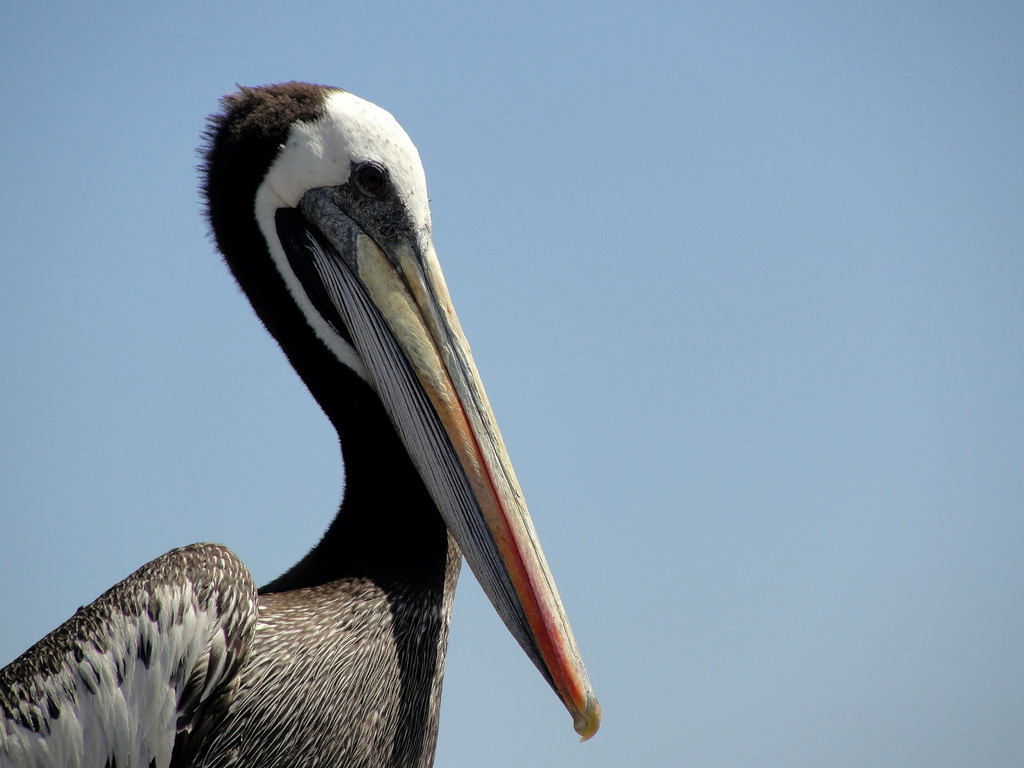
در شیلی
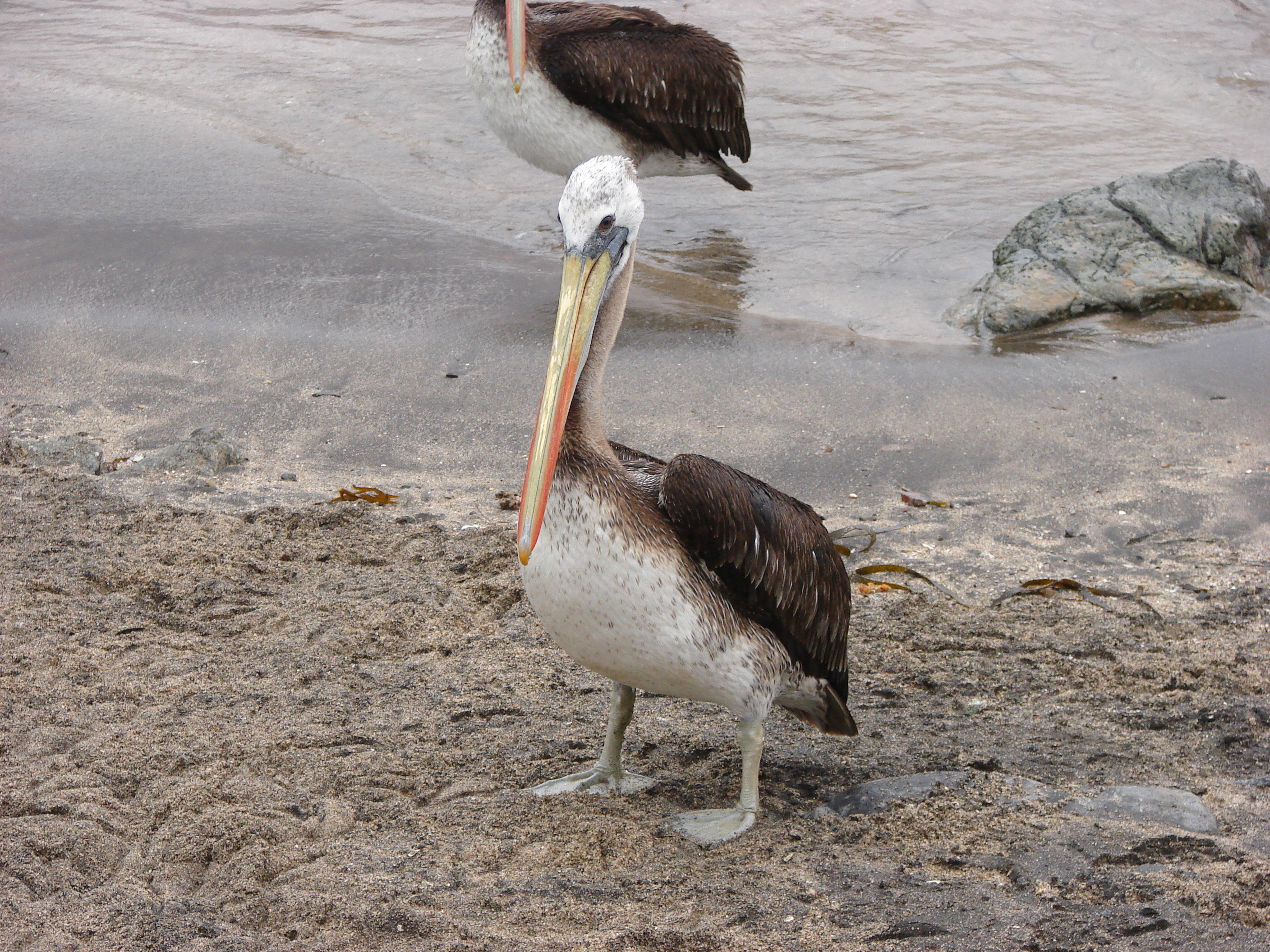
پلیکان پرویی
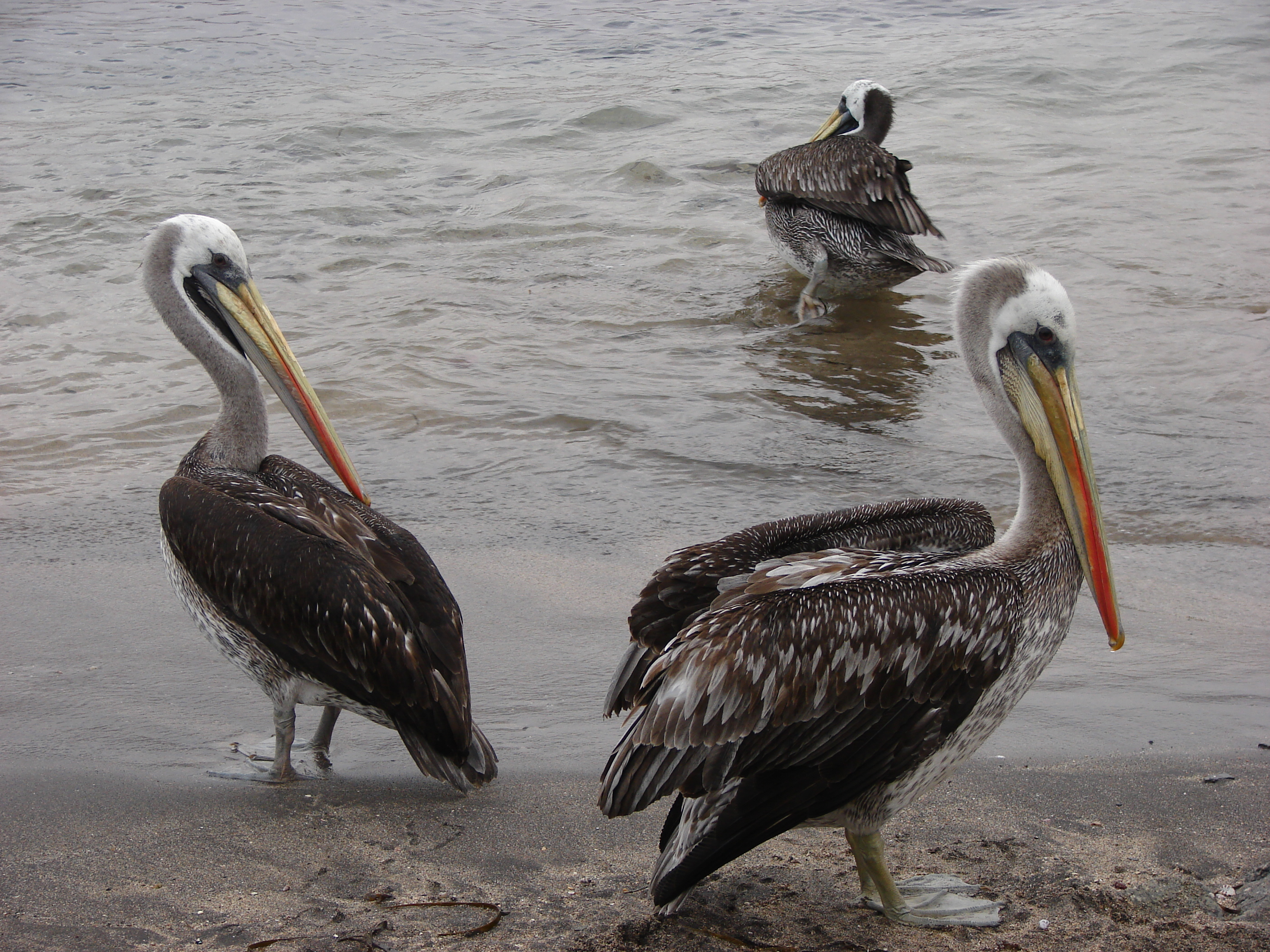
Several Peruvian pelicans at the Caleta Pan de Azúcar fishing village in Pan de Azúcar National Park in شیلی in early September 2009.
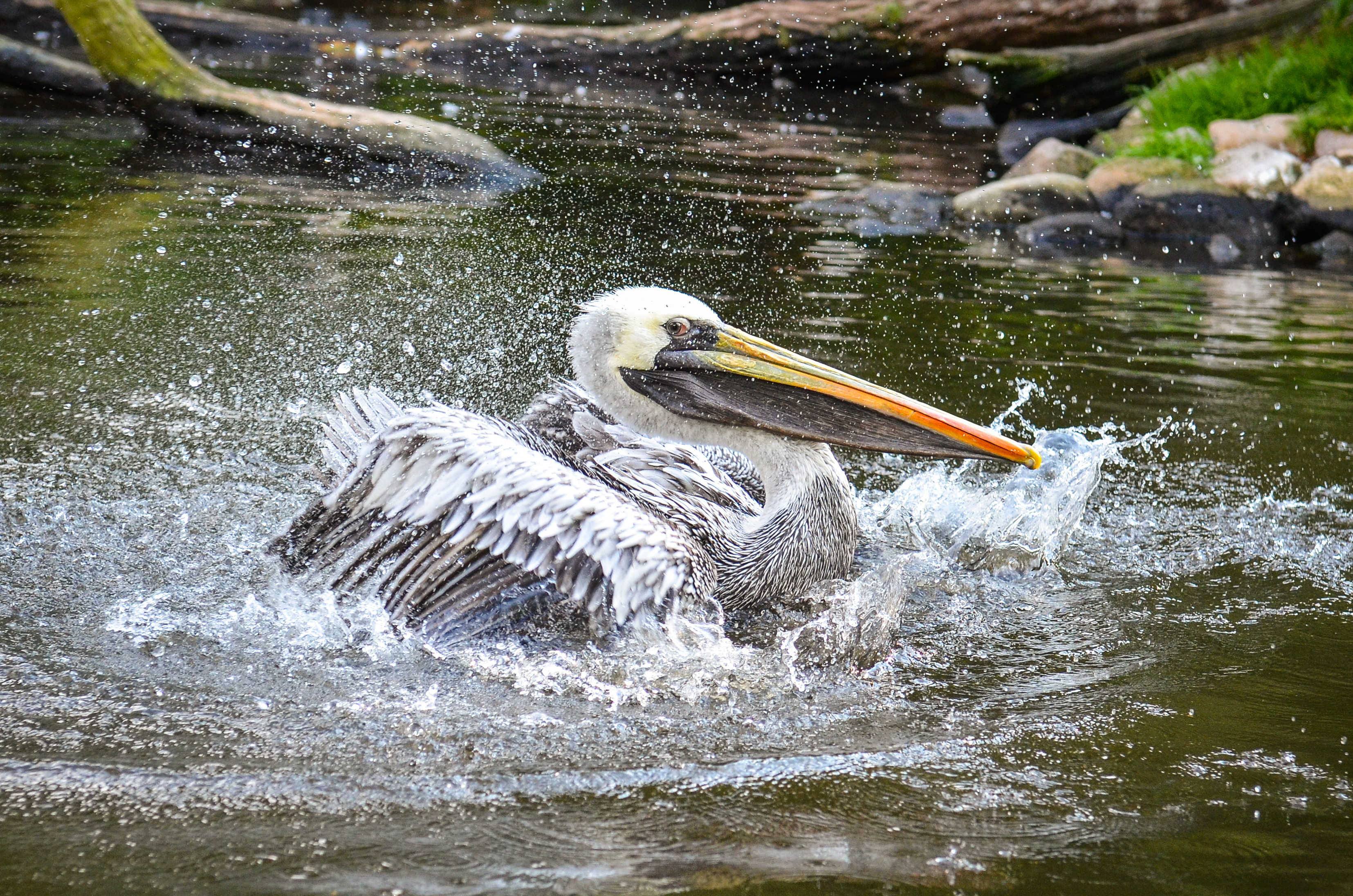
A Peruvian pelican takes a bath at Weltvogelpark Walsrode (Walsrode Bird Park, Germany)